# Nährhefe

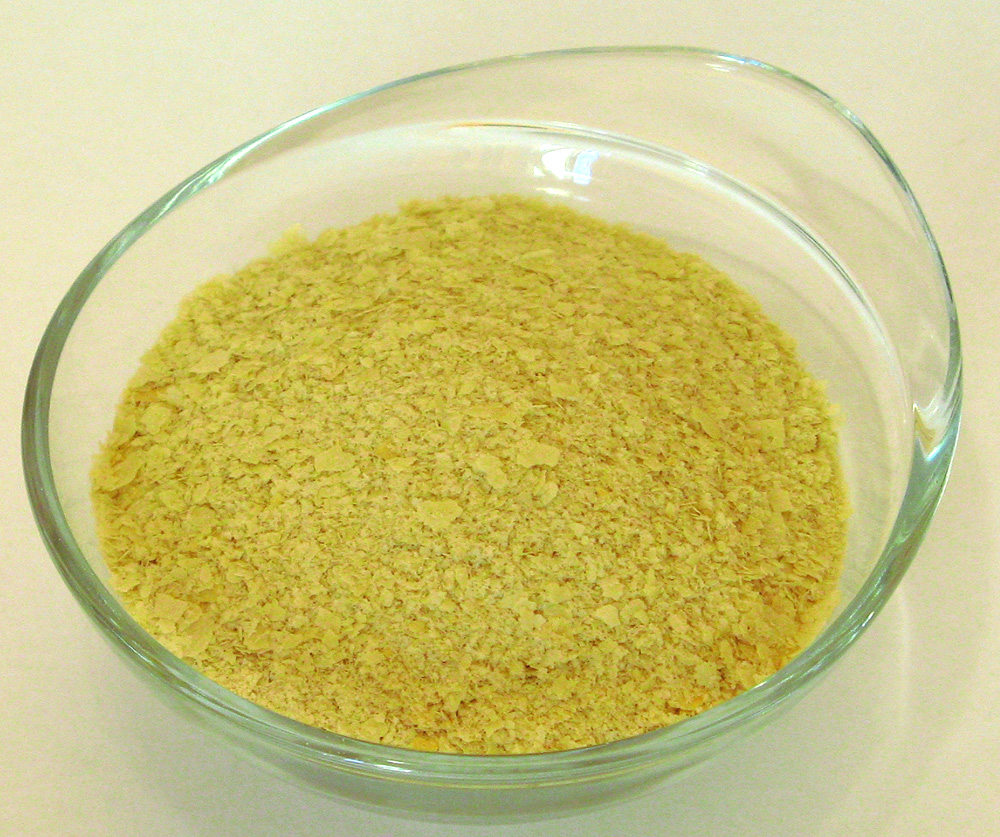
Nährhefeflocken

Nährhefe ist eine durch Hitze inaktivierte Hefe, die einen relativ hohen Nährwert und vor allem einen hohen Gehalt an Vitamin B hat. Sie wird auch unter den Bezeichnungen Nährhefeflocken, Edelhefeflocken beziehungsweise einfach Hefeflocken oder als Pulver vertrieben, und ist eine gelegentliche Zutat in der vegetarischen und veganen Küche.
Sie wird oft als Käseersatz verwendet, um ein Gericht cremiger zu machen und ihm eine käsige Geschmacksnote zu geben. Sie wird in den veganen Versionen von Pizzen und Omeletts, sowie Suppen, Eintöpfen und Aufläufen verwendet, wobei sie manchmal vorher zum Hefeschmelz verarbeitet wird.
Nährhefe ist eine Basiszutat für viele Sorten vegetarischer Brotaufstriche. Besonders bekannt sind Hefe-Hydrolysate wie das britische Marmite und das australische Vegemite, in der Schweiz Cenovis, die wegen ihres hohen Gehaltes an Glutamaten und Inosinaten als Geschmacksverstärker verwendet werden.